# Регистърно казачество
Регистърно казачество (на украински: Реєстрове козацтво; на руски: Реестровое казачество; на полски: Kozacy rejestrowi) са се наричали част от запорожките казаци, приети на държавна военна служба от Полско-Литовската държава с цел защита на южните граници на страната и изпълняване на полицейски функции (главно съсредоточени срещу останалите казаци).
Службата на казаците била организирана в т. нар. Запорожка войска, чийто състав бил определян от списък (регистър), постановен от правителството – от където произлиза и наименованието. Задълженията, заплащането за служба и привилегиите на регистърните казаци се определяли от парламента и краля на Полско-Литовската държава. Регистърните казаци били обособени като отделно съсловие. 
След Въстанието на Хмелницки Запорожката войска преминава на служба на руския цар, заедно с контролираните от нея земи, и при запазване на привилегиите си.
Запорожките казаци, които не са били на държавна служба, се наричали долни, сечови или нерегистрирани казаци, които са сформирали тяхна собствена територия – Запорожката Сеч – по долното течение на река Днепър и са имали собствена армия, наречена Запорожка долна войска. Тя не трябва да се бърка с регистърната Запорожка войска (често наричана още Запорожка градска войска), която била официална държавна военна структура първо на Полско-Литовската държава, а после на Руското царство.

## Формиране на регистърното казачество

### Цели
Планът за създаване на „регистърно казачество" възниква през 1524 г., по време на управлението на великия княз на Великото Литовско княжество и крал на Кралство Полша – Зигизмунт I Стари. По това време правителството е притеснено от нарастването на своеволното, никому не подчиняващо се казашко население по Долното поречие на река Днепър. Парламентът обсъжда два варианта за отношения към казаците: първият е организирането на регистърна войска за защита на южните граници и изпълняване на полицейски функции, а вторият е унищожаването на всички казаци.
Ето пример за разсъждения по този въпрос през 1618 г. от известния полски публицист Палчовски в неговата книга „Относно казаците – да ги унищожим или не?“, авторът дава отрицателен отговор; според него унищожаването на казаците е безчестно, безполезно и невъзможно. Безчестно: това означава да се изтребят християни тогава, когато Украйна в европейските дворци е смятана за единствената преграда на християнството от турците. Безполезно: вместо съседи казаци ще имаме турци и татари, кое е по-добре? Невъзможно: дори при крал Стефан те искаха да унищожат казаците, но отложиха намерението си поради невъзможността му, а тогава имаше много по-малко казаци, отколкото сега.
Поради липсата на финанси в хазната проектът не се осъществява, но идеята за използване на обикновени казаци за защита на южните покрайнини на държавата остана. През втората половина на 1560-те години правителството отново се връща към старите планове.

### 300 казаци
В своя грамота от 5 юни 1572 г., полският крал и велик литовски княз – Зигмунт II Август – предлага на запорожките казаци да постъпят на кралска служба, изпълнявайки охранителни и полицейски задължения. По този начин кралят потвърждава предходна заповед на хетмана на короната – Йежи Язловецки – за набирането на 300 казаци на държавна служба. Една от най-важните точки на това решение е назначаването на дворянина Ян Бадовски за старшина и съдия на низовите казаци. Чрез създаването на специални административни и съдебни процедури за регистърните казаци се цели да се окаже контрол над всички казаци. Ян Бадовски трябвал с помощта на приетите на служба регистърни казаци да възпират останалите (нерегистрирани) казаци от действия, които биха били в противоречие с държавните интереси. За тази цел в регистъра са се набирали главно богати селяни от кралските имения и нисши украински благородници. След организирането на регистърната войска, правителството започва да признава за казаци само онези, които са вписани в регистъра. За всички останали, властите не само не признавали правата им като поданици, но и самото название „казак“ не било допускано. Регистърните казаци били задължени да служат в района на Южен Днепър, преди всичко отвъд бързеите. Там, в тази погранична зона, те били задълъжени да сформират гарнизон. Регистърната войска започва да се нарича в официални документи „Запорожка войска“ – по името на географската местност Запорожие по южното течение на река Днепър, където е били стационирана.
Наричайки регистърните казаци Запорожка войска, полското правителство подчертава, че всички други казаци, предимно тези, принадлежащи към Запорожката Сеч, се намират извън рамката на закона. Запорожката Сеч по него време е държавоподобно образование на казаци в местността Запорожие, което се стреми за независимост от Полско-литовската държава и има изградени до някаква степен свои собствени държавни структури, в това число и собствена войска.
Така се стига до факта, че от него време нататък са съществували две войски, всяка от които се наричала „Запорожка“ – едната е тая на регистърните казаци на държавна служба при полския крал, която се състои предимно от богати селяни и благородници (наричана още Запорожка войска на Негова кралска милост), другата е оная на квазидържавата Запорожката Сеч, бореща се за независимост (наричана Запорожската долна войска). За да се избегне объркване, съвременниците започнали да наричат казаците отвъд бързеите на река Днепър, борещи се за свобода от Полско-Литовската държава, „Запорожка долна войска“.
Така в Полско-Литовската държава се появява ново съсловие – казашкото. Казаците получили права и привилегии и дори казаци, които било само временно включени в регистъра, се ползвали от тези привилегии („казашки свободи“).
Все пак, въпреки факта, че регистърните казаци юридически се считали за съсловна група, на която законът предоставял определени права и преимущества, в действителност, това далеч не винаги е било така. Областната администрация и местното благородство не признавали казашките им права, принуждавали ги да изпълняват различни повинности, да плащат всевъзможни данъци, отнели им имуществото, подлагали ги на същото потисничество и унижение както и своите поданици. Доста често се нарушават правата на казашките старшини, които всячески били пренебрегвани от областните управители (старости) и дворянството, ограничавайки техните икономически интереси: ограничено е правото на търговия, на държене на занаятчийски работилници, кръчми. Що се отнася до правителството, то винаги се е придържало към една политика: когато има нужда от войска, то призовава селяните да се впишат в регистъра, а когато нуждата изчезне, изключва нови казаци от списъците.

### Клетва
Казаците полагали клетва за вярност към краля, съгласно която те са били длъжни да отблъснат нападения на кримски татари на територията на Полско-Литовската държава, да участват във войни и в полицейски акции, да потушават протести на селяни и свободни казаци от Запорожката Сеч.
Откъс от текста на клетвата от 1621 г.:
| „ | ...задължава се да изпълнява всички заповеди и постановления на негова кралска милост, да се въздържа от всякакво непослушание и своеволие, а също така да не се противопоставя на турския султан нито лично, нито чрез някого другиго, нито по суша, нито по море, освен по заповед на негова кралска милост на Полско-литовската държава; ако някой пожелае това и аз чуя за него, съм длъжен да предупредя краля и хетманите и сам да го накажа според задълженията си. | “ |

Клетвата, дадена от старшината на Запорожката войска – Михаил Дорошенко, през 1625 г.:
| „ | Аз, Михайл Дорошенко, се кълна в Господа Бога, в Светата Троица единствена, че във всичко ще пазя вярност и послушание спрямо пресветлия полски крал Сигизмунд III и неговите наследници и спрямо Полската република в тази моя длъжност, по волята на Негово кралско величество, съблюдавайки всички повинности на Негово кралско величество и на републиката, укротявайки всяко своеволие и непослушание, а именно: нито аз самият, нито посредством други ще вървя и воювам срещу турския император, нито по суша, нито по море, освен по заповед на Негово кралско величество и на републиката. Напротив, ако някой от армията на Негово кралско величество, поверена на мен, или някой от друга страна възнамерява да направи това и аз науча за това, се задължавам да доноснича за това на Негово кралско величество и хетмана на короната и да се противопоставя на такива нарушители на кралската заповед. Никакви войски няма да събирам и да повиквам без съгласието на Негово Величество, и даже ще преследвам такива, каквито ми налага дългът; а също така ще изпълнявам всички условия, записани и в най-малките клаузи на постановленията на депутатите от Мечи Лоз, с цялата моя дружина. | “ |

## Привилегии на регистърните казаци

### Привилегии, дадени от полския краля
Регистърните казаци, за разлика от останалите, които били считани за робои в Полско-Литовската държава, получили някои привилегии; те били приравнени на безгербовата шляхта (благородници без политически права). На регистърните казаци полският крал предоставил военни знаци, регалии и отличия на властта на казашката войска. Заплащането за служба се извършвало в пари, облекло и военни припаси.
Поддържането на регистърни казаци  било по-изгодно за кралската хазна отколкото заплащането на наемни войски. Така разходите за 6 хиляди казаци били по-малко от тези на 600 наети пехотинци.
Въпреки това полското благородство ненавиждало запорожките казаци за тяхното своеволие и само при крайна необходимост е търсело съгласие с тях и помощ във военни и полицейски действия.
В писмо на полския краля до кримския хан от 1577 г. се пише: „Ние не ги харесваме и няма да ги защитаваме, напротив, ще ги елиминираме, но в същото време не можем да поддържаме там (отвъд бързеите по южното течение на р. Днепър) постоянно войска, за да им противодействаме.“
Борбата за своите привилегии, както и за права, се водела от регистърните казаци постоянно, практически още от първите дни на образуванието на регистъра. Казаците са постигнали:
- увеличаване числеността на регистърната войска и заплащане на службата;
- право на избиране на старшина (хетман) на регистъра;
- право на избиране на полковници, писари и подофицери;
- право да пребивават не само в кралски и помешчикски (благороднически) имения, но и в областта Запорожие;
- право на независима казашка съдопроизводство (съдебна система);
- право да бъдат наемани на военна служба от други християнски монарси
- право на гръцка вяра (православна; за разлика от католическите поляци)
- право на ползване и обработване на земя;
- освобождаване от данъци и други задължения (с изключение на военна служба).

Всички изброени права и привилегии, в зависимост от политическата ситуация в страната и външните заплахи, ту са били предоставяни, ту са били премахвани от полския парламент.

### Привилегии, дадени от руския цар
През 1654 г., при подписването на Переяславския договор, Запорожката войска преминава на служба на руския цар, а контролираните от нея територии преминават в състава на руското царство (напускайки Полско-Литовската държава). Цар Александър I потвърждава всички привилегии, дадени на регистърните казаци още от полския крал, и  добавя и нови. Царят се задължава да плаща заплатата на казашкия старшина и да не се намесва във вътрешните работи на казаците, запазва местната казашка администрация и се задължава да защитава Запорожката войска от претенциите на Полша. Числеността на регистъра е утвърдена в размер на 60 000 души.

В същото време регистърните казаци били задължени да отправят налози в царската хазна и да воюват заедно с царя срещу неговите врагове. Царят ограничил независимите дипломатически контакти на регистърния хетман с Кримското ханство, Османската империя и Полско-Литовската държава, оставяйки им свобода на дипломатически отношения с всички други държави.
- регистърен казак
- казак подпомощник
- стотник (командир)
- полковник

### Национален състав на регистърните казаци
От съдържанието на регистъра е виден националният състав на Запорожката войска. По-голямата част от списъка се състои от малкоруски (украински) фамилни имена, които сочат за техния произход от Киевско, Брацлавско и Черниговско войводство, но има и имена на представители от други 23 етнически групи: беларуски, великоруски (руски), литовски, полски и татарски. Според изследвания на етническия произход според регистрите от XVI век, 45 % от казаците са били малоруси, около 40 % беларуси, малко по-малко от 10 % руснаци, 5 % от централна Полша, отделни лица били родом и от Молдова, Литва, Сърбия и Крим.

## Виж също
- Запорожка Сеч